# Potchefstroomse Universiteit voor Christelijk Hoger Onderwijs

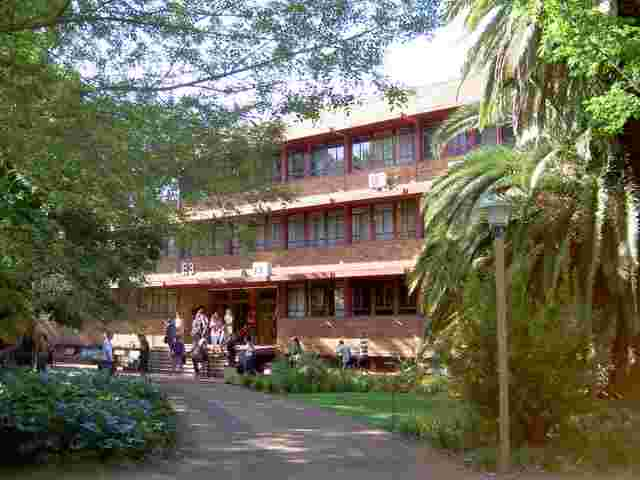
De economische faculteit

De Potchefstroomse Universiteit voor Christelijk Hoger Onderwijs (Afrikaans: Potchefstroomse Universiteit vir Christelike Hoër Onderwys) was tot 2004 een Afrikaanstalige universiteit in Zuid-Afrika. Zij is voortgekomen uit de in 1869 in Burgersdorp gestichte Theologische Skool van de Gereformeerde Kerken van Zuid-Afrika, die in 1905 was verhuisd naar Potchefstroom. De Potchefstroomse Universiteit voor Christelijk Hoger Onderwijs was een van de vijf oorspronkelijke Afrikaans/Nederlandstalige universiteiten (HANU's) in Zuid-Afrika.
Sinds 1951 is de Potchefstroomse Universiteit voor Christelijk Hoger Onderwijs (PU) erkend als een zelfstandige universiteit. In 2004 is de PU onderdeel geworden van de Noordwest-Universiteit met campussen in Mafikeng, Mankwe, Potchefstroom en Vaaldriehoek, wat het einde van de christelijke grondslag van de PU betekende. 
De universiteit telt inmiddels 8 faculteiten, respectievelijk (tussen haakjes het jaartal waarin de betreffende faculteit werd ingesteld) Letteren en Wijsbegeerte (1921); Natuurwetenschappen (1922); Theologie (1930); Pedagogiek (1935); Economische en Bestuurswetenschappen (1942); Rechten (1966); Technische wetenschappen (1983); en Gezondheidswetenschappen (1999).
Elk jaar, in september als het academische jaar begint, wordt op de campus van de universiteit het Aardklop-festival gehouden. Het betreft een culturele manifestatie die een week duurt en waar cabaret, toneel, muziek, dans enzovoorts te bewonderen vallen, enigszins vergelijkbaar met het Oerol-festival op het Nederlandse eiland Terschelling.